# Amfipoli
Amfipoli (Grieks: Αμφίπολη) is sedert 2011 een fusiegemeente (dimos) in de bestuurlijke regio (periferia) Centraal-Macedonië.
De vier deelgemeenten (dimotiki enotita) van de fusiegemeente zijn:
- Amfipoli (Αμφίπολη)
- Kormista (Κορμίστα)
- Proti (Πρώτη)
- Rodolivos (Ροδολίβος)

## Geschiedenis
Bij het hedendaagse Amfipoli lag vroeger de stad Amphipolis, die in de oudheid een belangrijke handelsnederzetting aan de oevers van de Strymon was.